# Ото III фон Текленбург
Ото III фон Текленбург (на немски: Otto III von Tecklenburg; * 18 март 1253; † 1285) от род Герулфинги (Дом Холандия) е граф на Текленбург (1279 – 1285).

## Произход и наследство
Той е син на граф Ото II фон Бентхайм-Текленбург (* ок. 1210; † сл. 1279) и първата му съпруга Хайлвиг фон Текленбург (1219 – 1264), наследничка на Текленбург, дъщеря на граф Ото I фон Текленбург (1185 – 1263) и Мехтхилд фон Шауенбург.
Баща му Ото II му дава управлението на Текленбург, а Графство Бентхайм на по-малкия му брат Екберт I († 1307) и по-късно се оттегля като рицар на Тевтонския орден.

## Фамилия
Ото III се жени за графиня Рихардис фон Марк († 1277), дъщеря на граф Енгелберт I фон Марк и съпругата му Кунигунда фон Близкастел. Те имат децата:
- Ото IV (ок 1270 – 1307), граф на Текленбург-Ибенбюрен, женен ок. 1296 г. за Беатрикс фон Ритберг (ок. 1275 – 1312/25)
- Енгелберт, fl 1299, каноник в катедралата Оснабрюк 1294 и в Мюнстер 1299 г.
- Егберт († 1303), fl 1301
- Юта фон Бентхайм, fl 1306, омъжена за граф Хайнрих III фон Щернберг († 1312)
- Рикарда фон Бентхайм († 1309), омъжена пр. 1300 за граф Ото фон Вьолпе († 1308)